# Maximus von Hauser
Maximus svobodný pán von Hauser (německy Maximus Ferdinand Eurikus Maria Freiherr von Hauser) (9. července 1860 Štýrský Hradec – 15. února 1930 Vídeň) byl rakousko-uherský admirál. Jako absolvent námořní akademie sloužil u c. k. námořnictva od roku 1879, absolvoval několik cest kolem světa a jako důstojník dělostřelectva postupoval v hodnostech, uplatnil se i jako pedagog. V roce 1912 byl odeslán do penze v hodnosti kontradmirála, ale za první světové války byl znovu povolán do aktivní služby. Byl vysokým úředníkem v námořní sekci na ministerstvu války a v roce 1918 dosáhl hodnosti viceadmirála.

## Biografie

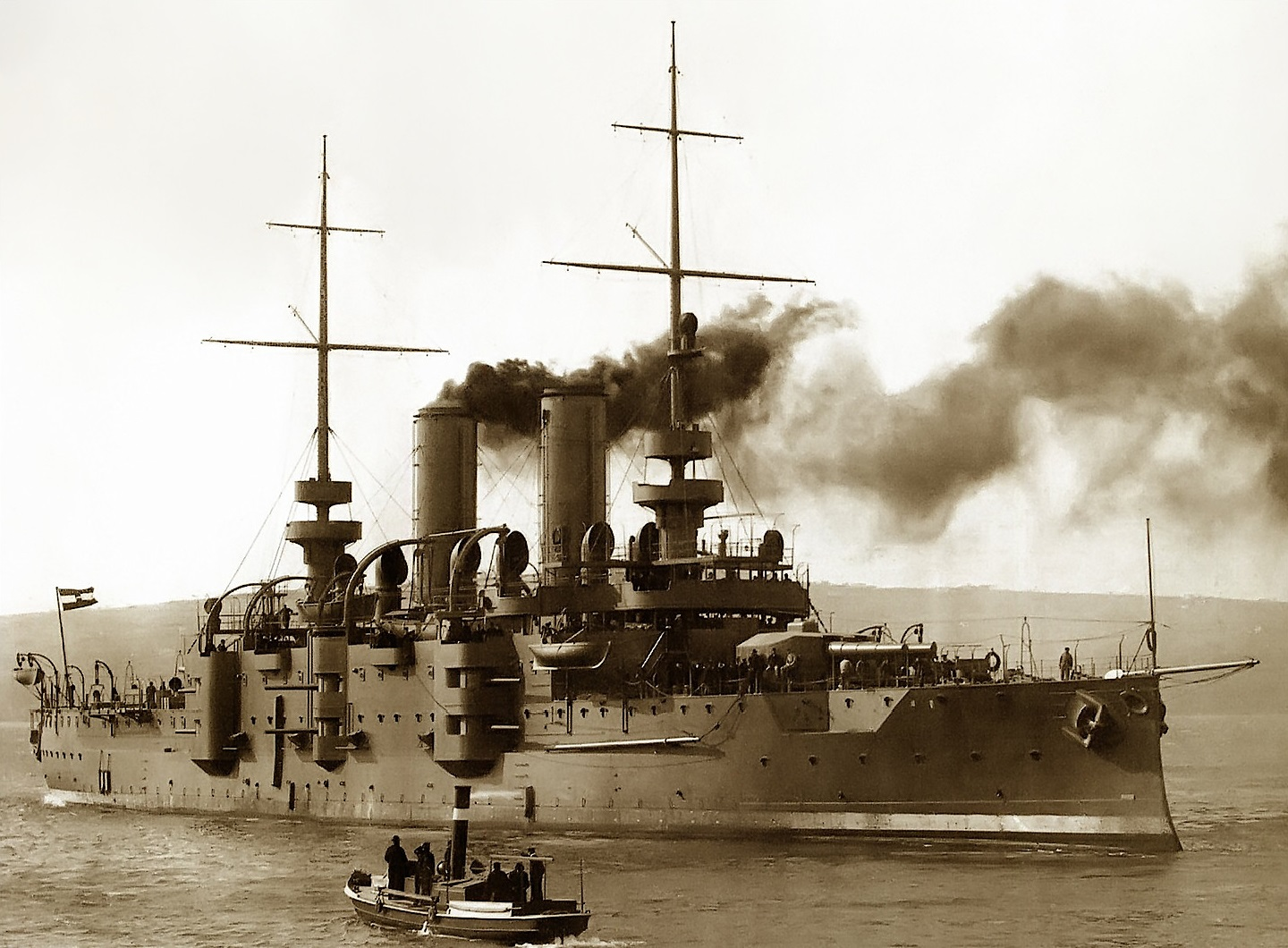
SMS Babenberg, vlajková loď Maxima Hausera v letech 1908–1909

Byl synem c. k. generálmajora Heinricha Hausera (1800–1893). Studoval na reálkách ve Vídni a Klagenfurtu a v letech 1875–1879 na C. k. námořní akademii v Rijece. K námořnictvu vstoupil jako kadet v roce 1879 a na korvetě SMS Saida absolvoval v letech 1879–1880 cestu do Ameriky. V roce 1882 se zúčastnil potlačení povstání v Dalmácii a v roce 1884 získal hodnost praporčíka jako osobní pobočník admirála Aloise Pokorného. Kromě služby na různých lodích vykonával také povinnosti u Hydrografického úřadu nebo arzenálu v Pule. V roce 1890 byl povýšen na poručíka II. třídy a mezitím také absolvoval kurz pro obsluhu torpéd. Mimo jiné sloužil na výcvikových lodích kadetů námořní akademie a byl také úředníkem u Námořního technického výboru. 
Od roku 1899 působil v operační kanceláři námořní sekce na ministerstvu války a k datu 1. listopadu 1901 byl povýšen na korvetního kapitána. Poté byl prvním důstojníkem na bitevní lodi SMS Árpád a od roku 1905 zástupcem velitele C. k. námořní akademie v Rijece, s kadety akademie absolvoval také plavby na výcvikové lodi SMS Saida. Dne 1. května 1906 byl povýšen na fregatního kapitána a v letech 1907–1908 byl velitelem C. k. námořní akademie. V roce 1908 se stal velitelem bitevní lodi SMS Kaiserin Elisabeth a v letech 1908–1909 byl v rámci záložní eskadry velitelem lodi SMS Babenberg.

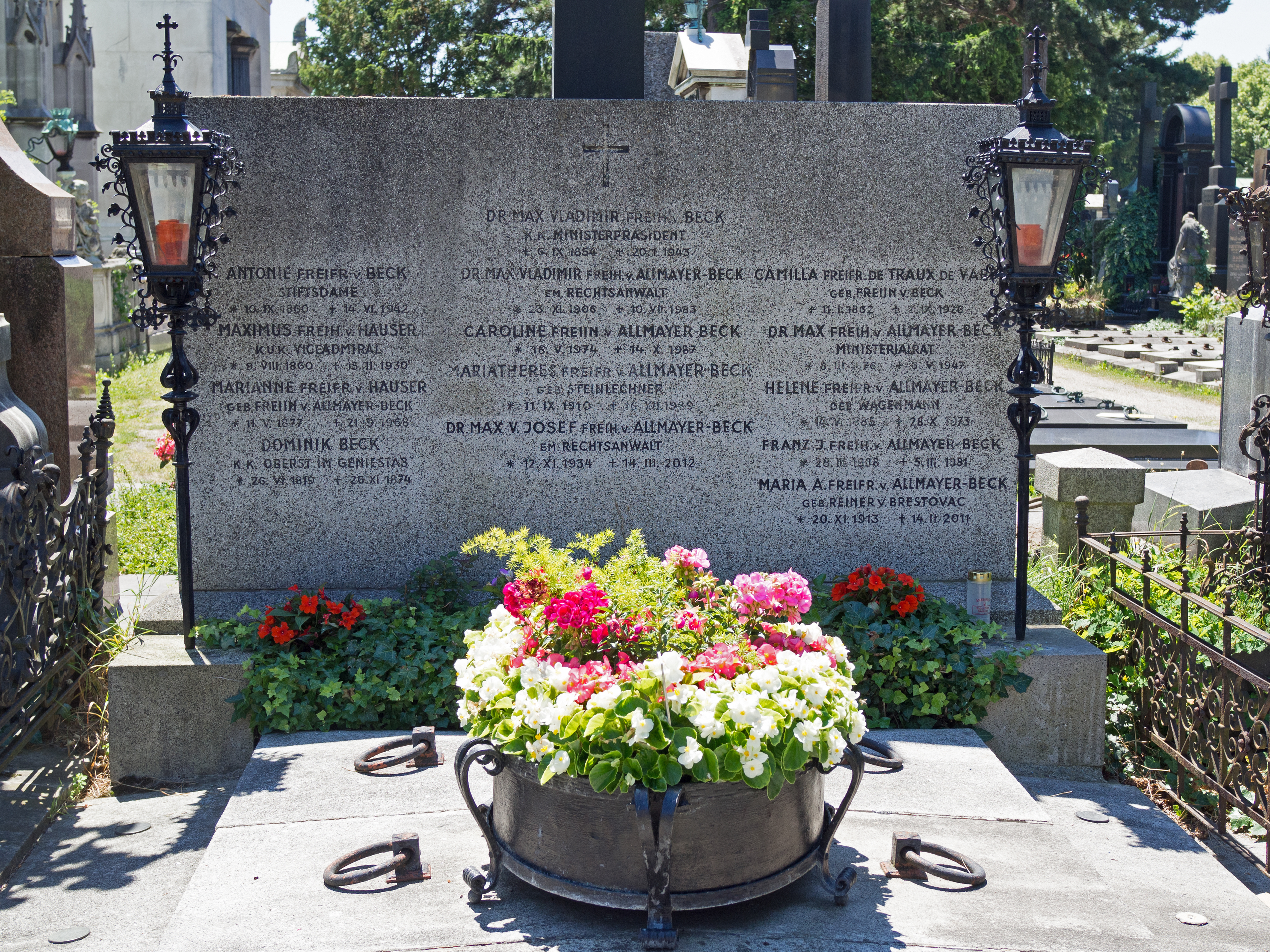
Hrobka rodiny Allmayer-Beck na hřbitově Hietzing ve Vídni

Dne 1. ledna 1909 byl povýšen do hodnosti kapitána řadové lodi a v letech 1909–1911 byl přednostou I. odboru v námořní sekci na ministerstvu války. V říjnu 1911 byl jmenován velitelem bitevní lodi SMS Radetzky a začátkem roku 1912 přeložen k námořnímu sborovému velitelství v Pule. Ke dni 1. března 1912 byl odeslán do penze, ale za první světové války znovu povolán do aktivní služby. V lednu 1915 byl znovu přidělen k námořní sekci na ministerstvu války, kde byl v letech 1916–1918 ředitelem operační kanceláře. Obdržel hodnost kontradmirála (1. listopadu 1916) a nakonec byl těsně před zánikem monarchie povýšen na viceadmirála (1. listopadu 1918). K datu 1. ledna 1919 byl znovu penzionován.
Po zániku monarchie žil ve Vídni, jeho posledním bydlištěm byl dům č. p. 55 v ulici Untere Viaduktgasse ve čtvrti Landstraße. Angažoval se ve veřejném životě mimo jiné jako viceprezident Rakouského námořního spolku (Österreichisches Marineverbandes, od roku 1924). Zemřel ve Vídni 15. února 1930 ve věku 69 let a je pohřben na hřbitově v Hietzingu v rodové hrobce spřízěné rodiny Allmayer-Beck.

## Rodina
V roce 1903 se na zámku Pleuna ve Štýrsku oženil s Mariannou von Allmayer (1877–1968), dcerou dvorního lékaře Friedricha Allmayera (1841–1905). Marianna byla sestřenicí rakouského předsedy vlády Maxe Wladimira Becka a v roce 1906 byla povýšena na baronku Allmayer-Beck. Angažovala se ve veřejném životě ve Vídni a byla členkou řady spolků. Manželství s Maximem Hauserem zůstalo bezdětné. 
Maximův mladší bratr Johann von Hauser (1864–1942) sloužil také u námořnictva a za první světové války dosáhl hodnosti kapitána řadové lodi. Jejich sestra Henrietta (Hertha, 1862–1961) byla provdaná za právníka a dvorního advokáta Franze Sprunga, byla aktivistkou ženského emancipačního hnutí a členkou řady spolků a organizací.

## Tituly a ocenění
Od narození užíval šlechtický titul svobodného pána, který získal otec v roce 1850 za účast během revolučních bojů v letech 1848–1849. Během služby u námořnictva se stal nositelem několika vyznamenání v Rakousku-Uhersku i v zahraničí.

### Rakousko-Uhersko
- Válečná medaile (1883)
- Jubilejní pamětní medaile (1898)
- Služební odznak pro důstojníky III. třídy (1902)
- Vojenský jubilejní kříž (1908)
- Vojenský záslužný kříž (1908)
- důstojnický kříž Řádu Františka Josefa s válečnou dekorací (1916)
- Řád železné koruny III. třídy s válečnou dekorací (1918)

### Zahraničí
- Řád Medžidie III. třídy (1905, Osmanská říše)
- důstojnický kříž Řádu Spasitele (1905, Řecko)